# Kolestyramina
Kolestyramina, cholestyramina – organiczny związek chemiczny, lek z grupy żywic jonowymiennych wiążący kwasy żółciowe w przewodzie pokarmowym i powodujący ich zwiększone wydalanie z kałem. W ten sposób powoduje obniżenie poziomu cholesterolu we krwi (jest on zużywany do produkcji nowych kwasów żółciowych).

## Wskazania
- pierwotna hipercholesterolemia (ze zwiększonym stężeniem cholesterolu LDL)
- świąd skóry związany ze zwiększeniem stężenia kwasów żółciowych we krwi
- biegunka związana ze zwiększeniem ilości kwasów żółciowych w jelicie
- pierwotne zapalenie dróg żółciowych
- pierwotne stwardniające zapalenie dróg żółciowych
- rzekomobłoniaste zapalenie jelita grubego (wraz z probiotykiem, po zakończeniu leczenia antybiotykami)[2]

## Działania niepożądane
- wzrost stężenia trójglicerydów w osoczu
- zaburzenia żołądkowo-jelitowe (nudności, wzdęcie, zaparcie, biegunka)
- zaburzenia wchłaniania witamin rozpuszczalnych w tłuszczach (A, D, E)
- zaburzenia wchłaniania innych leków (hydrochlorotiazydu, digoksyny, warfaryny)